# Ancyluris atahualpa
Ancyluris atahualpa är en fjärilsart som beskrevs av Saunders 1849. Ancyluris atahualpa ingår i släktet Ancyluris och familjen Riodinidae. Inga underarter finns listade i Catalogue of Life.